# Isabelle Chassot
Pour les articles homonymes, voir Chassot.
Isabelle Chassot, née le 28 mars 1965 à Morges (originaire de Siviriez), est une personnalité politique suisse, membre du Centre, anciennement le Parti démocrate-chrétien.
Elle est conseillère d'État du canton de Fribourg de 2002 à 2013, puis directrice de l'Office fédéral de la culture. Elle est députée du canton de Fribourg au Conseil des États depuis novembre 2021.

## Biographie
Isabelle Chassot naît le 28 mars 1965 à Morges, dans le canton de Vaud, d'une mère autrichienne, née Maria Bichler, coiffeuse de profession, et d'un père fribourgeois, Hubert Chassot, chef du personnel à la verrerie de Saint-Prex. Cadette d'une fratrie de trois enfants, elle est originaire de Siviriez, dans le district de la Glâne,.
Après avoir suivi l'école primaire à Granges-Paccot, elle obtient en 1984 une maturité de type A (latin-grec) au collège Sainte-Croix à Fribourg. Elle étudie ensuite le droit à l'Université de Fribourg, où elle décroche une licence, mention bilingue, en 1988.
Elle effectue son stage d’avocate dans l’étude de Me Monferini à Fribourg jusqu'en 1990, puis occupe un poste d'assistante à la Faculté de droit et passe son brevet d’avocate en 1992. Elle travaille ensuite comme collaboratrice dans l’étude de Me Piller et exerce au barreau, plaidant dans les deux langues du canton de Fribourg. En 1995, elle entre dans la fonction publique : elle est d’abord collaboratrice scientifique auprès du Département fédéral de justice et police, puis devient successivement collaboratrice personnelle des conseillers fédéraux démocrates-chrétiens Arnold Koller et Ruth Metzler,.
Après avoir mis de côté son activité d'avocate durant 30 ans, Isabelle Chassot est inscrit à nouveau par la Commission du barreau fribourgeois au registre cantonal des avocates et avocats avec effet au 1er janvier 2025. Elle travaille au sein de l'étude Piller, Morel et Perritaz.
Elle est célibataire et sans enfants.

## Parcours politique

### Grand Conseil
Issue d'une famille PDC (son père est membre de l'exécutif communal), elle est élue au Grand Conseil fribourgeois en 1991, à l'âge de 26 ans. Réélue en 1995, elle siège au parlement fribourgeois de 1992 à 2001. Elle y préside la Commission de révision de la loi sur l’organisation de la justice, ainsi que la commission cantonale pour les questions féminines de 1990 à 1994. Elle siège également au Sénat de l’Université.

### Conseil d'État
Le 11 novembre 2001, elle est élue au Conseil d'État fribourgeois, arrivant quatrième sur onze candidats. Elle succède à Augustin Macheret et prend la tête de la Direction de l'instruction publique, de la culture et du sport. Au cours de ce premier mandat, elle remporte notamment la votation cantonale portant sur la construction du Gymnase intercantonal de la Broye. Elle est réélue au premier tour et en première position le 5 novembre 2006 avec 59 % des suffrages. Présidente de la Conférence suisse des directeurs cantonaux de l'instruction publique depuis 2006, elle y porte le projet d'harmonisation scolaire HarmoS et remporte la votation du 7 mars 2010 sur l'adhésion de son canton à l'accord, malgré une campagne virulente des opposants. L'année précédente, le peuple fribourgeois avait déjà largement accepté, par 72 % des voix, le décret financier permettant l’introduction d'une deuxième année d’école enfantine dans le canton. Lors des élections cantonales de 2011, elle est à nouveau réélue, en sortant en tête lors des deux tours. Tenante d'une ligne centriste et personnalité forte du gouvernement fribourgeois, elle quitte son poste le 31 octobre 2013 après avoir été nommée à la tête de l'Office fédéral de la culture le 8 mai 2013, où elle succède à Jean-Frédéric Jauslin. Elle y reste huit ans, jusqu'au 15 novembre 2021.

### Conseil des États
Candidate en 2021 à la succession du socialiste Christian Levrat au Conseil des États, elle est élue le 26 septembre 2021, devançant largement, avec 62,66 % des voix, le candidat socialiste Carl-Alex Ridoré, préfet de la Sarine et arrivant en tête dans toutes les communes du canton. Son parti récupère ainsi le siège perdu en 2019 à la suite de la non-réélection de Beat Vonlanthen et le canton de Fribourg est représenté pour la première fois par deux femmes à la Chambre haute du Parlement. Elle prend ses fonctions le 29 novembre 2021. Elle siège au sein de la Commission de politique extérieure (CPE) et de la Commission de la science, de l'éducation et de la culture (CSEC). Elle est réélue en novembre 2023, arrivant en première position des deux tours de scrutin.
Elle est nommée présidente de la Commission d'enquête parlementaire sur Crédit suisse le 14 juin 2023.
À la suite de l'annonce de la démission de la conseillère fédérale Viola Amherd le 15 janvier 2025, plusieurs médias évoquent le nom d'Isabelle Chassot pour lui succéder. Son nom est également évoqué pour succéder à Gerhard Pfister à la présidence du Centre. Isabelle Chassot renonce à se porter candidate à ces deux postes,.